# Антрацит (станція)
Антраци́т — вантажно-пасажирська залізнична станція Луганської дирекції Донецької залізниці.
Розташована в місті Антрацит, Антрацитівська міська рада, Луганській області на лінії Щотове — Антрацит, є тупиковою, найближча станція Карахаш (2 км).

## Діяльність
На станції здійснюються прийом і видача вантажів, що допускаються до зберігання на відкритих майданчиках станцій, а також продаж пасажирських квитків, прийом і видача багажу.
Через військову агресію Росії на сході Україні транспортне сполучення припинене.